# Rów Balsas
Rów Balsas, Depresja Balsas (hiszp. Depresión del Balsas) – region leżący pomiędzy Kordylierą Wulkaniczną a pasmem górskim Sierra Madre Płd. w Meksyku. Jej najniższy punkt znajduje się na wysokości 300–500 m. Na tej wysokości źródło bierze rzeka o tej samej nazwie. Florę tego obszaru stanowią głównie krzewiaste zarośla oraz karłowate drzewa, jak również kaktusy.